# 王甫
王 甫（おう ほ、? - 222年）は、中国後漢時代末期から三国時代にかけての政治家。字は国山。益州広漢郡郪県の人。子は王祐。従兄弟は王商・王士。

## 生涯
陳寿が記した三国志では、楊戯伝の「季漢輔臣賛」に記載されている。
風貌が凛々しく、人物評価や政治手腕に優れていた。はじめは劉璋に益州の書佐（書記の事務を担当する者）として仕えた。後に劉備が益州を奪うと、綿竹県令となり、次いで荊州議曹従事に異動となった。章武2年（222年）、劉備の呉討伐に従ったが、軍が南郡秭帰県で敗北した際に戦死した（夷陵の戦い）。
楊戯の『季漢輔臣賛』では、王甫を「立派な風格を持っていた」とし、「心映え良く、蜀漢の誉れとなる人物であった」と評価している。
また華陽国志・先賢志では広漢郡の優秀な人材として、従兄の王士、そして李氏の三龍と謳われた李朝・李邵らと並べ取り上げられている。
子の王祐は父の面影があり、位は尚書右選郎にまで登った。

## 三国志演義の王甫
小説『三国志演義』では、随軍司馬として関羽の補佐をつとめる。荊州を狙う孫権軍や、荊州守備を担当する配下の糜芳・傅士仁・潘濬に警戒して、趙累を起用するよう進言する。しかし関羽は特に心配せず、これらの言を採用しない一方で、有事に備えるために烽火台を作るよう王甫に命令している。その後、呂蒙により烽火台は押さえられ、荊州は陥落。関羽は、王甫の諫言を聞かなかったことを悔やむことになる。
王甫は麦城から逃れ出ようとする関羽に対して、間道は伏兵の危険があるため、街道を進むべきと諌める。しかし、またしても関羽はこれを聞こうとしない。仕方なく王甫は、周倉と共に麦城の留守を守ることになる。しかし、王甫の案じたとおり関羽は伏兵に捕われて、殺されてしまう。孫権軍により掲げられた関羽・関平父子の首級を見た王甫は、その後を追って櫓から身を投げ、自殺することになっている。また、周倉も自刎し果てている。